# ELK4
ELK4‏ (ELK4, ETS transcription factor) هوَ بروتين يُشَفر بواسطة جين ELK4 في الإنسان.

## الوظيفة
هذا الجين عضو في عائلة عوامل النسخ Ets، وينتمي إلى الفصيلة الفرعية للعامل المعقد الثلاثي (TCF). تُشكّل بروتينات الفصيلة الفرعية للعامل المعقد الثلاثي مركبًا ثلاثيًا من خلال ارتباطها بعامل استجابة المصل وعنصر استجابة المصل في مُحفِّز الجين الأولي c-fos. يُفسفر البروتين المُرمَّز بواسطة هذا الجين بواسطة الكينازات MAPK1 وMAPK8. وقد وُصفت العديد من متغيرات النسخ لهذا الجين.

## التفاعل
ثبت أن ELK4 يتفاعل مع:
- BRCA1،[4]
- عامل استجابة المصل.[5][6]